# Inare
Inare est une petite ville du Togo située dans la Préfecture de Bassar, dans la région de la Kara.

## Géographie
Inare est situé à environ 39 km de Kara.

## Vie économique
- Ébénisterie

## Lieux publics
- École primaire